# Alois Toufar
Alois Toufar (24. dubna 1919, Brtnice – 17. listopadu 1978, Brtnice) byl český pedagog a výtvarník.

## Biografie
Alois Toufar se narodil v roce 1919 v Brtnici nedaleko Jihlavy, jeho otcem byl truhlář Josef Toufar a matkou byla Františka. Mezi lety 1925 a 1930 navštěvoval obecnou školu v Brtnici a v letech 1931 a 1933 tamtéž navštěvoval měšťanskou školu. V roce 1934 pak přešel na učební kurz do Jihlavy a mezi lety 1934 a 1938 vystudoval učitelský ústav ve Znojmě. V roce 1938 a na počátku roku 1939 působil jako hospitář na obecné škole v Brtnici a v březnu roku 1939 odešel na základní vojenskou službu, hned v dubnu téhož roku se vrátil do Brtnice, kde opět působil při hospitaci školy, posléze konal hospitaci i v Baťově. Od roku 1940 působil jako výpomocný učitel v Popelíně a od září téhož roku opět učil v Brtnici.
V roce 1942 byl zatčen za činnost v odboji gestapem a byl vězněn postupně v Osvětimi, Buchenwaldu a Dora-Sangerhausenu. Po skončení druhé světové války se vrátil do Brtnice, kde se opět začal věnovat učení. V roce 1948 si vzal již rozvedenou Annu Svobodovou. Posléze také nastoupil na obor výtvarná výchova na Vysoké škole pedagogické v Brně, tam absolvoval v roce 1955. V roce 1959 odešel do Jihlavy, kde se začal věnovat výuce na Pedagogickém institutu, stal se vedoucím katedry výtvarné výchovy. Mezi lety 1965 a 1970 pak pracoval v Pedagogické škole v Třebíči a od roku 1970 působil na pedagogické škole v Boskovicích.
Alois Toufar byl jedním z organizátorů výtvarných soutěží v Československu, např. Dítě 68 nebo Celostátní výstava amatérského výtvarnictví.

## Dílo
Věnoval se primárně vzdělávání dětí v oblasti výtvarné kultury. Na počátku své výtvarné kariéry se věnoval realistické malbě z okolí Brtnice, později se věnoval impresionismu a po roce 1959 kubismu. V polovině 60. let se začal věnovat biologickým strukturám a lyrickým dílům. Tvořil také tzv. autobusáže, kdy kresbu při cestě z práce ovlivňovalo natřásání vozu. Je autorem pamětní desky Otakara Kubína v Boskovicích.
V roce 2015 byla znovu vydána knížka o kostele sv. Jakuba v Brtnici, kterou roku 1946 sepsal a nikdy nevydal právě Alois Toufar. Kniha se stala nejkrásnější knihou vysočiny za rok 2015. Rukopis byl nalezen v domě dcery Aloise Toufara v Brtnici, brtnický farář Petr Balát tak knihu vydal. Součástí vydání knihy byla i výstava v Brtnici.

## Výstavy

### Autorské
- 1969, Oblastní galerie Vysočiny v Jihlavě, Jihlava (Alois Toufar: Obrazy a kresby)
- 1970, Divadlo Viola, Praha (Alois Toufar)
- 1974, Oblastní galerie Vysočiny v Jihlavě, Jihlava (Alois Toufar)
- 1979, Oblastní galerie Vysočiny v Jihlavě, Jihlava (Alois Toufar: Kresby)
- 1999, Brtnice (Alois Toufar: Obrazy a kresby)
- 2015, Brtnice[7]
- 2019, Brtnice (Výstava ke 100. výročí narození Aloise Toufara)

### Kolektivní
- 1965, Oblastní galerie Vysočiny v Jihlavě, Jihlava (XVI. členská výstava Svazu československých výtvarných umělců (oblastní pobočka Jihlava))
- 1966, Oblastní galerie Vysočiny v Jihlavě, Jihlava (XVII. členská výstava Svazu československých výtvarných umělců (oblastní pobočka Jihlava))
- 1968, Oblastní galerie Vysočiny v Jihlavě, Jihlava (XIX. členská výstava Svazu československých výtvarných umělců (oblastní pobočka Jihlava))
- 1969, Oblastní galerie Vysočiny v Jihlavě, Jihlava (Phases)
- 1969, Krajská galerie, Hradec Králové (Phases)
- 1969, Dům umění města Brna, Brno (Phases)
- 1971, Galeria Pod Mona Liza, Vratislav (Phases)
- 1971, Muzeum Narodowe we Wrocławiu, Vratislav (Phases)
- 1971, Galeria Sztuki BWA, Sopot (Phases)
- 1971, Muzeum Pomorza Środkowego, Słupsk (Phases)
- 1971, Galeria BWA, Poznaň (Phases)
- 1971, Oblastní galerie Vysočiny v Jihlavě, Jihlava (Výtvarníci Vysočiny)
- 1976, Oblastní galerie Vysočiny v Jihlavě, Jihlava (Současná tvorba na Vysočině (obrazy, kresby, plastiky))